# Enoplotrupes kumei
Enoplotrupes kumei är en skalbaggsart som beskrevs av Masumoto 1991. Enoplotrupes kumei ingår i släktet Enoplotrupes och familjen tordyvlar. Inga underarter finns listade i Catalogue of Life.